# TNFRSF13C
TNFRSF13C, или рецептор фактора, активирующего B-лимфоциты (англ. tumor necrosis factor receptor superfamily, member 13C; B cell-activating factor receptor (BAFF-R)) — мембранный белок, рецептор из надсемейства рецепторов факторов некроза опухоли, играет важную роль в регуляции иммунного ответа. Продукт гена человека TNFRSF13C.

## Функции
TNFRSF13C входит в многочисленное надсемейство рецепторов факторов некроза опухоли (TNFR). Является рецептором для B-лимфоцит-активирующего фактора TNFSF13B (TALL1, BAFF, BLyS). Играет роль в выживании B-лимфоцитов и в регуляции B-лимфоцитарного иммунного ответа. 

## Структура
Белок состоит из 184 аминокислот, молекулярная масса — 18,9 кДа. N-концевой внеклеточный домен содержит единственный характерный повтор TNFR-Cys. Кроме этого, домен содержит до 2 внутримолекулярных дисульфидных связей.

## Тканевая специфичность
Высокий уровень экспрессии наблюдается в селезёнке и лимфатических узлах и в покоящихся B-лимфоцитах. Низкий уровень рецептора обнаруживается в активированных B-лимфоцитах, покоящихся CD4+ T-лимфоцитах, вилочковой железе и в лейкоцитах периферической крови.

## Патология
Мутации гена приводят к низкому уровню иммуноглобулинов в крови больных и вызывают иммунодефицит 4 типа. У таких больных наблюдаются недостаточность антител, гипогаммаглобулинемия, повторяющиеся бактериальные инфекции и неспособность к повышению антител в ответ на попадание антигена. Недостаточность возникает из-за нарушения в дифференцировке B-лимфоцитов и секреции иммуноглобулинов. Количество циркулирующих B-лимфоцитов при этом, как правило, не меняется, хотя может быть и низким. 